# Камповиво (Латина)
Камповиво је насеље у Италији у округу Латина, региону Лацио.
Према процени из 2011. у насељу је живело 63 становника. Насеље се налази на надморској висини од 38 м.